# ابهایپارا
ابهایپارا (به لاتین: Abhaypara) در بنگلادش است که در استان چیتاگونگ واقع شده‌است.